# فهرست شهرداران تالین
این مقاله فهرستی از شهرداران تالین است.
| *  | دوره                          | نام                               | حزب                | یادداشت‌ها                                     |
| -- | ----------------------------- | --------------------------------- | ------------------ | --------------------------------------------- |
| ۱  | آوریل ۱۷۸۶ – نوامبر ۱۷۹۶      | Wilhelm Hetling                   |                    | شهردار, اولین شهردار تالین                    |
|    | نوامبر ۱۷۹۶ – دسامبر ۱۸۷۷     |                                   |                    | Magistracy of Reval was restored for 81 years |
| ۲  | ۲۲ دسامبر ۱۸۷۷ – ۶ آوریل ۱۸۷۸ | Oscar Arthur von Riesemann        |                    | شهردار                                        |
| ۳  | آوریل ۱۸۷۸ – ژوئن ۱۸۸۳        | Alexander Rudolf Karl von Uexküll |                    | شهردار, بارون                                 |
| ۴  | ژوئن ۱۸۸۳ – اوت ۱۸۸۵          | Wilhelm Greiffenhagen             |                    | شهردار                                        |
|    | August – دسامبر ۱۸۸۵          | Viktor von Maydell                |                    | معاون شهردار, بارون                           |
| ۵  | دسامبر ۱۸۸۵ – ژوئیه ۱۸۹۴      | Viktor von Maydell                |                    | شهردار                                        |
| ۶  | ژوئیه ۱۸۹۴ – آوریل ۱۸۹۵       | Eduard Ernst Bätke                |                    | معاون شهردار                                  |
| ۷  | آوریل ۱۸۹۵ – فوریه ۱۹۰۵       | Karl Johann von Hueck             |                    | شهردار                                        |
| ۸  | February – دسامبر ۱۹۰۵        | Erast Hiatsintov                  |                    | شهردار                                        |
| ۹  | دسامبر ۱۹۰۵ – مه ۱۹۰۶         | Eugen Edmund Eduard Erbe          |                    | معاون شهردار                                  |
| ۱۰ | مه ۱۹۰۶ – اوت ۱۹۱۳            | Voldemar Lender                   |                    | شهردار, اولین شهردار استونیایی                |
| ۱۱ | اوت ۱۹۱۳ – آوریل ۱۹۱۷         | یان پوسکا                         |                    | شهردار                                        |
| ۱۲ | April – سپتامبر ۱۹۱۷          | Gavriil Beljagin                  |                    | معاون شهردار                                  |
| ۱۳ | سپتامبر ۱۹۱۷ – مارس ۱۹۱۸      | Voldemar Vöölmann                 |                    | Chairman of City Government                   |
| ۱۴ | March – ۱۳ نوامبر ۱۹۱۸        | Erhard Arnold Julius Dehio        |                    | Lord شهردار (Oberbürgermeister)               |
|    | March – ۱۳ نوامبر ۱۹۱۸        | Alexander Riesenkampff            |                    | شهردار دوم                                    |
| ۱۵ | ۱۳–۲۵ نوامبر ۱۹۱۸             | Aleksander Pallas                 |                    | معاون شهردار                                  |
| ۱۶ | ۲۵ نوامبر ۱۹۱۸ – مه ۱۹۱۹      | الکساندر هلات                     |                    | شهردار                                        |
| ۱۷ | May – ژوئن ۱۹۱۹               | Anton Uesson                      |                    | معاون شهردار                                  |
| ۱۸ | June – ژوئیه ۱۹۱۹             | Gottlieb Ast                      |                    | شهردار                                        |
| ۱۹ | ژوئیه ۱۹۱۹ – آوریل ۱۹۳۴       | Anton Uesson                      |                    | شهردار                                        |
| ۲۰ | آوریل ۱۹۳۴ – دسامبر ۱۹۳۹      | Jaan Soots                        |                    | شهردار, from ۱ مه ۱۹۳۸ Lord شهردار            |
| ۲۱ | دسامبر ۱۹۳۹ – ژوئیه ۱۹۴۰      | Aleksander Tõnisson               |                    | Lord شهردار                                   |
| ۲۲ | ژوئیه ۱۹۴۰ – ژانویه ۱۹۴۱      | Aleksander Kiidelmaa              |                    | شهردار                                        |
| ۲۳ | January – ۲۴ اوت ۱۹۴۱         | Kristjan Seaver                   | Communist Party    | رئیس کمیته اجرایی                             |
| ۲۴ | ۲۴–۲۹ اوت ۱۹۴۱                | Artur Terras                      |                    | شهردار                                        |
|    | 29 August – ۶ دسامبر ۱۹۴۱     | Artur Terras                      |                    | Lord شهردار                                   |
|    | ۶ دسامبر ۱۹۴۱ – سپتامبر ۱۹۴۴  | Artur Terras                      |                    | First شهردار (Erster Bürgermeister)           |
| ۲۵ | سپتامبر ۱۹۴۴ – فوریه ۱۹۴۵     | Aleksander Kiidelmaa              | Communist Party    | رئیس کمیته اجرایی                             |
| ۲۶ | February – سپتامبر ۱۹۴۵       | Ado Kurvits                       | Communist Party    | رئیس کمیته اجرایی                             |
| ۲۷ | سپتامبر ۱۹۴۵ – مارس ۱۹۶۱      | Aleksander Hendrikson             | Communist Party    | رئیس کمیته اجرایی                             |
| ۲۸ | مارس ۱۹۶۱ – ژوئن ۱۹۷۱         | Johannes Undusk                   | Communist Party    | رئیس کمیته اجرایی                             |
| ۲۹ | ژوئن ۱۹۷۱ – ژوئیه ۱۹۷۹        | Ivar Kallion                      | Communist Party    | رئیس کمیته اجرایی                             |
| ۳۰ | ژوئیه ۱۹۷۹ – دسامبر ۱۹۸۴      | Albert Norak                      | Communist Party    | رئیس کمیته اجرایی                             |
| ۳۱ | دسامبر ۱۹۸۴ – ژانویه ۱۹۹۰     | Harri Lumi                        | Communist Party    | رئیس کمیته اجرایی                             |
| ۳۲ | ژانویه ۱۹۹۰ – آوریل ۱۹۹۲      | هاردو آسمه                        | Popular Front      | شهردار                                        |
| ۳۳ | آوریل ۱۹۹۲ – ۳۱ اکتبر ۱۹۹۶    | Jaak Tamm                         | Coalition Party    | شهردار                                        |
| ۳۴ | 31 October – ۱۴ نوامبر ۱۹۹۶   | Priit Vilba                       | حزب اصلاحات استونی | شهردار                                        |
| ۳۵ | ۱۴ نوامبر ۱۹۹۶ – مه ۱۹۹۷      | روبرت لپیکسون                     | Coalition Party    | شهردار                                        |
| ۳۶ | مه ۱۹۹۷ – مارس ۱۹۹۹           | ایوی انما                         | Coalition Party    | شهردار, نخستین شهردار زن                      |
| ۳۷ | March – نوامبر ۱۹۹۹           | Peeter Lepp                       | حزب مرکزی استونی   | شهردار                                        |
| ۳۸ | نوامبر ۱۹۹۹ – ژوئن ۲۰۰۱       | یوری مویس                         | Pro Patria         | شهردار                                        |
| ۳۹ | June – دسامبر ۲۰۰۱            | تونیس پالتس                       | Pro Patria         | شهردار                                        |
| ۴۰ | دسامبر ۲۰۰۱ – اکتبر ۲۰۰۴      | ادگار ساویسار                     | حزب مرکزی استونی   | شهردار                                        |
| ۴۱ | اکتبر ۲۰۰۴ – نوامبر ۲۰۰۵      | تونیس پالتس                       | Res Publica        | شهردار                                        |
| ۴۲ | نوامبر ۲۰۰۵ – آوریل ۲۰۰۷      | یوری راتاس                        | حزب مرکزی استونی   | شهردار                                        |
| ۴۳ | ۹ آوریل ۲۰۰۷ – سپتامبر ۲۰۱۵   | ادگار ساویسار                     | حزب مرکزی استونی   | شهردار                                        |
| ۴۴ | سپتامبر ۲۰۱۵ – آوریل ۲۰۱۹     | تاوی آس                           | حزب مرکزی استونی   | شهردار (2015–2017 as caretaker)               |
| ۴۵ | آوریل ۲۰۱۹ – تاکنون           | میخائیل کولوارت                   | حزب مرکزی استونی   | شهردار                                        |